# Мелки, Мурад
Мурад Мелки (араб. مراد المالكي‎, 9 мая 1975) — тунисский футболист, выступавший на позиции полузащитника за сборную Туниса.

## Клубная карьера
Мурад Мелки начинал свою карьеру футболиста в тунисском клубе «Олимпик Беджа» в 1995 году. После четырёх сезонов за него полузащитник перешёл в другую тунисскую команду «Эсперанс», с которой он пять раз становился чемпионом страны и дважды выигрывал Кубок Туниса. Всего за «Эсперанс» Мурад Мелки отыграл восемь сезонов.

## Карьера в сборной
Мурад Мелки был включён в состав сборной Туниса на чемпионат мира по футболу 1998 года во Франции, но на поле в рамках первенства так и не вышел. 28 ноября 2001 год он забил свой первый гол за национальную команду, ставший единственным и победным в домашнем товарищеском матче с Того. 
На Кубке африканских наций 2002 в Мали Мелки провёл за Тунис две игры: группового этапа с Египтом и Сенегалом. На чемпионате мира по футболу 2002 года в Японии и Южной Корее он отыграл почти полностью матч с Бельгией и первый тайм поединка с Японией. 

## Достижения
«Эсперанс»
- Чемпион Туниса (5):  1999/00, 2001/02, 2002/03, 2003/04, 2005/06
- Обладатель Кубка Туниса (2): 2005/06, 2006/07